# Riòm de las Montanhas
Riòm de las Montanhas (en francès Riom-ès-Montagnes) és un municipi francès situat al departament de Cantal i a la regió d'Alvèrnia-Roine-Alps. L'any 2007 tenia 2.761 habitants.

## Demografia

### Població
El 2007 la població de fet de Riom-ès-Montagnes era de 2.761 persones. Hi havia 1.277 famílies de les quals 508 eren unipersonals (175 homes vivint sols i 333 dones vivint soles), 405 parelles sense fills, 267 parelles amb fills i 97 famílies monoparentals amb fills.
La població ha evolucionat segons el següent gràfic:
Habitants censats

### Habitatges
El 2007 hi havia 1.720 habitatges, 1.316 eren l'habitatge principal de la família, 266 eren segones residències i 138 estaven desocupats. 1.131 eren cases i 577 eren apartaments. Dels 1.316 habitatges principals, 794 estaven ocupats pels seus propietaris, 481 estaven llogats i ocupats pels llogaters i 41 estaven cedits a títol gratuït; 28 tenien una cambra, 113 en tenien dues, 273 en tenien tres, 375 en tenien quatre i 527 en tenien cinc o més. 819 habitatges disposaven pel capbaix d'una plaça de pàrquing. A 625 habitatges hi havia un automòbil i a 403 n'hi havia dos o més.

### Piràmide de població
La piràmide de població per edats i sexe el 2009 era:
| Homes | Edats   | Dones |
| ----- | ------- | ----- |
| 0     | 95 o +  | 5     |
| 5     | 90 a 94 | 23    |
| 9     | 85 a 89 | 75    |
| 34    | 80 a 84 | 19    |
| 52    | 75 a 79 | 89    |
| 98    | 70 a 74 | 105   |
| 94    | 65 a 69 | 114   |
| 89    | 60 a 64 | 110   |
| 61    | 55 a 59 | 92    |
| 116   | 50 a 54 | 114   |
| 102   | 45 a 49 | 127   |
| 115   | 40 a 44 | 103   |
| 84    | 35 a 39 | 79    |
| 78    | 30 a 34 | 83    |
| 67    | 25 a 29 | 85    |
| 35    | 20 a 24 | 32    |
| 99    | 15 a 19 | 97    |
| 40    | 10 a 14 | 87    |
| 61    | 5 a 9   | 52    |
| 47    | 0 a 4   | 32    |

## Economia
El 2007 la població en edat de treballar era de 1.597 persones, 1.150 eren actives i 447 eren inactives. De les 1.150 persones actives 1.039 estaven ocupades (562 homes i 477 dones) i 111 estaven aturades (48 homes i 63 dones). De les 447 persones inactives 188 estaven jubilades, 57 estaven estudiant i 202 estaven classificades com a «altres inactius».

### Ingressos
El 2009 a Riom-ès-Montagnes hi havia 1.300 unitats fiscals que integraven 2.632,5 persones, la mediana anual d'ingressos fiscals per persona era de 15.032 €.

### Activitats econòmiques
Dels 215 establiments que hi havia el 2007, 5 eren d'empreses extractives, 15 d'empreses alimentàries, 9 d'empreses de fabricació d'altres productes industrials, 20 d'empreses de construcció, 57 d'empreses de comerç i reparació d'automòbils, 7 d'empreses de transport, 21 d'empreses d'hostatgeria i restauració, 3 d'empreses d'informació i comunicació, 11 d'empreses financeres, 7 d'empreses immobiliàries, 18 d'empreses de serveis, 28 d'entitats de l'administració pública i 14 d'empreses classificades com a «altres activitats de serveis».
Dels 59 establiments de servei als particulars que hi havia el 2009, 1 era una oficina d'administració d'Hisenda pública, 1 gendarmeria, 1 oficina de correu, 5 oficines bancàries, 2 funeràries, 10 tallers de reparació d'automòbils i de material agrícola, 1 taller d'inspecció tècnica de vehicles, 1 autoescola, 3 paletes, 3 guixaires pintors, 3 fusteries, 4 lampisteries, 4 electricistes, 7 perruqueries, 2 veterinaris, 6 restaurants, 2 agències immobiliàries, 2 tintoreries i 1 saló de bellesa.
Dels 28 establiments comercials que hi havia el 2009, 2 eren supermercats, 1 una gran superfície de material de bricolatge, 1 una botiga de més de 120 m², 1 una botiga de menys de 120 m², 3 fleques, 3 carnisseries, 3 llibreries, 4 botigues de roba, 2 botigues d'electrodomèstics, 2 botigues de mobles, 1 una botiga de material esportiu, 1 un drogueria, 2 joieries i 2 floristeries.
L'any 2000 a Riom-ès-Montagnes hi havia 64 explotacions agrícoles que ocupaven un total de 3.456 hectàrees.

## Equipaments sanitaris i escolars
El 2009 hi havia 1 hospital de tractaments de curta durada, 1 centre de salut, 3 farmàcies i 2 ambulàncies.
El 2009 hi havia 2 escoles elementals. Riom-ès-Montagnes disposava de 2 col·legis d'educació secundària amb 200 alumnes.

## Poblacions més properes
El següent diagrama mostra les poblacions més properes.